# .bg
.bg (Bulgária) é o código TLD (ccTLD) na Internet para a Bulgária.